# Johanna Sibylla Küsel
Johanna Sibylla Küsel (geboren um 1650 in Augsburg; gestorben 15. Januar 1717 ebenda) war eine deutsche Zeichnerin und Kupferstecherin.

## Leben
Küsel war die Tochter von Melchior Küsel (1626–1683), einem Kupferstecher und Verleger; sowie die Nichte der Maria Sibylla Merian. In der Werkstatt ihres Vaters kopierte sie 1672 die elf Radierungen des Nouveau Testament von Jacques Callot in technisch perfekter, minutiöser Arbeit. Durch dieses Werk wurde sie bekannt und führte weitere Kupferstiche als Kopien bekannter Gemälde von Adam Elsheimer aus, darunter Venus und Amor in einer Landschaft. Letztere Werke sind heute verschollen, wurden jedoch als ihre besten bezeichnet.
Nach der Heirat mit einem früheren Gehilfen ihres Vaters, Johann Ulrich Krauß im Jahr 1685, signierte sie ihre Arbeiten mit Kraussin oder Kräusin. Sie betätigte sich weiter als Kupferstecherin sowohl in Zusammenarbeit mit ihrem Mann wie auch unabhängig und bei anderen Verlegern. Dabei fertigte sie nie Stiche nach eigenen Entwürfen an. Lediglich von ihr gestaltete Rötelzeichnungen weisen auf eigenes künstlerisches Schaffen hin.